# Чернігівський кооперативний фаховий коледж
Чернігівський кооперативний фаховий коледж — коледж, що знаходиться в Чернігові. Засновником закладу є Чернігівська обласна спілка споживчих товариств.

## Історія
Історія закладу починається 15 березня 1922 року, коли губернська спілка споживчих кооперативних організацій (Губспілка) заключила договір з губернським комітетом з професійно-технічної освіти (Губпрофосвітою), згідно з яким існуючий на той час Чернігівській соціально-економічний технікум був перетворений на кооперативний технікум і перейшов на утримання спілки. Технікум працював з лютого-березня 1922 по листопад 1924 року, проте випуску фахівців не було.
22 листопада 1932 року кооперативний технікум у складі комбінату кооперативної освіти був переведений в Конотоп. Власного навчального приміщення технікум не мав, тому орендував їх у Конотопського аграрно-економічного технікуму. 5 аудиторій для 17 груп комбінату не вистачало, тому студенти навчалися ввечері в приміщеннях інших шкіл.
21 серпня 1951 року облспоживспілка виділила технікуму приміщення за адресою: Чернігів, вулиця Попудренка, 59 (зараз це проспект Перемоги, 95). Всі мешканці, які проживали в будинку, повинні були звільнити кімнати для підготовки квартир для викладачів і кімнат гуртожитку для учнів. На третьому поверсі кімнати звільнили під навчальні аудиторії, а також для проведення вступних іспитів для абітурієнтів.
1 вересня 1951 року на посаду директора технікуму було призначено Панченка Василя Пилиповича. Навчання почалося 1 жовтня 1951 року.
У 1953 році було відкрито заочне відділення. Перший післявоєнний випуск 373 спеціалістів відбувся у 1954 році. В 1960 році було призупинено діяльність дворічної торгово-кооперативної школи Центроспілки (1954—1960) і кількість учнів зменшилась.
У 1959—1961 році облспоживспілка побудувала гуртожиток для студентів на 500 місць в центрі Чернігіва по вулиці Гонча, 32, а в січні 1971 року введено в експлуатацію новий навчальний корпус.
В 1997 році технікум почав готувати кухарів і продавців. У 1999 році відкрита нова спеціальність у галузі права — «Правознавство».
29 листопада 2016 року технікум було перейменовано в коледж.
В 2018 році коледж отримав ліцензію на право підготовки робітників за професією «Майстер ресторанного обслуговування».
18 березня 2021 року Чернігівський кооперативний коледж було перейменовано в Чернігівський кооперативний фаховий коледж.

## Спеціальності
Чернігівський кооперативний фаховий коледж надає фахову передвищу та робітничу освіту.
Випускники здобують освітньо-професійний ступінь «фаховий молодший бакалавр» при навчанні за спеціальностями:
- 071 Облік і оподаткування
- 076 Підприємництво, торгівля та біржова діяльність
- 181 Харчові технології
- 081 Право

Випускники здобують освітньо-кваліфікаційний рівень «кваліфікований робітник» при навчанні робітничим професіям:
- Майстер ресторанного обслуговування
- Кухар
- Електромеханік торговельного та холодильного устаткування
- Секретар керівника, оператор комп'ютерного набору
- Тістороб, пекар
- Діловод
- Агент з постачання
- Продавець продовольчих/непродовольчих товарів
- Кондитер

## Випускники
- Янголь Леонід Михайлович (1978—2023) — сержант Збройних сил України, учасник російсько-української війни, Герой України (2024, посмертно).